# Polarisation du vide
Dans la théorie quantique des champs et plus précisément en électrodynamique quantique, la polarisation du vide est un processus où un champ électromagnétique modifie la répartition « spatiale » de paires électron virtuel-positron, lesquelles paires à leur tour modifient la répartition des charges et des courants initialement produits par le champ électromagnétique. Ses effets ont été expérimentalement observés en 1997 par l'accélérateur de particules japonais TRISTAN du centre de recherche KEK.
Selon la théorie quantique, le vide est le siège de fluctuations d'énergie. Si celles-ci sont suffisamment élevées, tout en étant suffisamment courtes pour ne pas violer le principe d'incertitude, il se crée des paires électrons-positrons (dites virtuelles en théorie quantique). Au voisinage d'un électron, ces paires sont séparées par le champ de l'électron. Il y a polarisation du vide. En conséquence, la charge électrique de l'électron effectivement sentie par les autres particules sera légèrement diminuée.

## Biréfringence du vide
La polarisation du vide est à l'origine du phénomène de biréfringence du vide. Selon l'électrodynamique quantique l'espace, même vide, est rempli de particules virtuelles (chargées, par paires de signe opposé) qui apparaissent et disparaissent à chaque instant. Un champ magnétique est alors susceptible de modifier la polarisation de la lumière qui traverse cet espace. Le vide polarisé se comporte à la manière d'un milieu biréfringent, avec deux indices de réfraction suivant la polarité de la lumière incidente.
Il faut cependant un champ magnétique très intense pour que le phénomène soit observable. Longtemps restée hypothétique, la biréfringence du vide semble désormais avoir été détectée. Après une analyse minutieuse des données du VLT, un effet de polarisation linéaire d'environ 16 % pourrait avoir été mis en évidence au sein de l’espace vide situé en périphérie de l'étoile à neutrons RX J1856.5-3754,. Des expériences de mise en évidence en laboratoire de la polarisation du vide sont actuellement en cours.